# Тигель золота
«Тигель золота» (англ. Crucible of Gold) — сьомий роман в жанрі альтернативної історії / фентезі «Темерейр» американської письменниці Наомі Новік. Ця частина розповідає про пригоди Вільяма Лоуренса та його дракона Темерейра в Південній Америці.
«Тигель золота» був випущений у твердій обкладинці та у форматі електронної книги в Північній Америці та Великій Британії видавництвом Voyager Books 6 березня 2012 року.

## Деталі сюжету
Вільям Лоуренс і Темерейр, які вирішили зайнятися пастирським життям у британській колонії Новий Південний Вельс, стурбовані прибуттям дипломата Артура Гаммонда, нещодавно призначеного до Китаю, який несе жахливі новини. Португальська колонія Бразилія обложена військами, союзниками Наполеона Бонапарта, але не належать йому: імператор Франції знайшов спільну справу з тсваною, тепер беззаперечними господарями африканського континенту. Їх деклароване бажання повернути всіх африканців, захоплених і проданих через работоргівлю, привело їх до Бразилії, де наслідний принц Португалії Жоао знайшов притулок. Оскільки сама Португалія є безпечною гаванню для останнього плану Британії, наземного наступу на саму Францію, безпека Бразилії має першочергове значення, і Гаммонд відновлює повноваження Лоуренса та капітанство для вирішення кризи.
Темерейр і Кулінгіле з їх значно скороченим повітряним і наземним екіпажами знову приєднуються до Іскорки на борту «Allegiance», яка починає свій шлях на схід. На жаль, екіпаж капітана Райлі ненадійний, і після п'ятиденного шторму порушення дисципліни призводить до п'яної пожежі на камбузі; корабель гине, врятувалися лише найп'яніші та найбезвідповідальніші, яких Лоуренс наказав підняти на борт Темерера для дисциплінарного покарання. Три дракони летять на схід три дні поспіль, зрештою впавши на борт найближчого корабля, який вони зможуть знайти; На жаль, це французький транспортний «Triomphe», який везе дипломатичного посланника Кретьєна-Луї-Жозефа де Гіньєса та Джульєтт Рекам'є до Імперії інків, і компанія Темерейра висаджена на маленькому острові для подальшого пошуку. Лише виявлення розбитого піратського корабля, карти якого все ще розбірливі, дозволяє Лоуренсу прокласти курс назад на материк.
На землі інків британцям доводиться впоратися з недовірою до європейців, яка зберігається завдяки необачним діям Франсіско Пісарро; імперії вдалося пережити ці руйнування, але віспа ще більше зменшила їх кількість. Більшість айлью, які раніше були партнерствами між людьми та драконами, тепер керуються виключно драконами, які настільки заздрять «своїм» людям, що викрадення тепер є чимось на зразок норми. Гаммонд починає вживати дипломатичних заходів щодо Сапа Інка, йому допомагає Іскорка, яка завоювала популярність своєю майстерністю дуелянтів. Згодом з'ясовується, що на імператрицю, вдову колишнього монарха, а тепер правителя самостійно, її двір змушує взяти собі дружину, і Іскорка, одержима багатством і суспільним визнанням, пропонує як залицяльника свого капітана Ґранбі. Оскільки такий збіг був би дуже бажаним для британської долі, Ґранбі змушують цю роль, незважаючи на те, що він особисто зізнався Лоуренсу у своїй гомосексуальності, і обидва практично опиняються біля вівтаря, коли з'являється новий залицяльник: сам Наполеон, який нещодавно розлучився з Жозефіною де Богарне і має право на повторний шлюб. Британців відправляють геть, поки вона обмірковує свої нові перспективи; першою і єдиною ознакою її рішення є війська інків, які наступають на їхній табір.
Рятуючись здебільшого завдяки допомозі Чуркі, інківського дракона, який прийняв Гаммонда до свого айлу, британська група їде до Белема, а звідти до Ріо-де-Жанейро, лише щоб виявити, що місто вже зайняте тсваною, очолюваною, зокрема, Кефенце, драконом відповідальний за полон Лоуренса під час подій" Імперії слонової кістки". Оскільки Наполеон і Інка тепер готові атакувати з півдня, Лоуренс закликає принца Жоао негайно укласти договір із тсваною, єдиною військовою силою, яка, можливо, може захистити Бразилію, навіть після прибуття Лілі, Максимуса та решти колишнього формування Темерейра. Звісно, щоб завоювати прихильність тсвани, Бразилія повинна прийняти звільнення своїх рабів; і тсвана відмовляється вступати в союз, якщо британці не зможуть пообіцяти те, що має Наполеон: негайний морський прохід усім африканцям, людям чи драконам, які бажають повернутися додому. Лоуренс вирішує справу, захоплюючи два повнорозмірних кораблі-дракони, Полонеза і Марешаля, які Наполеон детально розпорядився виконати завдання. Коли Британія контролює моря, Гаммонду вдається переконати португальців прийняти нову угоду.
Коли роман закінчується, до Лоуренса звертається Гонг Су, кухар, якого вони з Темерейром найняли, коли залишили Китай під час «Війни чорного пороху». Він відкриває, що є слугою принца Меньніна, сина імператора Цзяціна та спадкоємця Китаю; Гун Су пропонує повернутися до Середнього царства, щоб обговорити триваюче завоювання світу Наполеоном. Гаммонд бачить можливість укласти альянс з Китаєм, і він, Темерейр і Лоуренс вирішують піти.